# 古河府
古河府（こがふ）は、室町時代・戦国時代に古河公方の政治権力を担った組織である。享徳の乱により関東における戦国時代が始まったときに、鎌倉府の遺産を継承して成立した。

## 概要
享徳4年（1455年）、第5代鎌倉公方・足利成氏は鎌倉から下総・古河へ根拠地を移し、古河公方と呼ばれることになった。このとき多くの奉公衆や高僧が、成氏に従って鎌倉から移住する。さらに、医師や馬具作り、台所管理や武家故実に通じた職能人も古河に集まって来た。日本中世史を専門とする市村高男は、「鎌倉公方の権威と権力を継承した公方成氏の本拠」である古河を「経済や医療・技術・宗教・文化等の面でも東国の最先進地に成長した」と評価し、「鎌倉府の遺産を継承した政治・権力・組織」を古河府と呼んだ。現在、古河府という表現は複数の研究者によって用いられている。

## 古河府の歴史
（詳細については「古河公方」を参照）
第5代鎌倉公方・足利成氏は、享徳3年（1454年）12月に始まった享徳の乱で、関東管領・上杉氏および室町幕府と対立。享徳4年（1455年）3月、遠征中に下総・古河に入り、6月に幕府軍の攻撃により鎌倉を失うと根拠地を古河へ移した。以後、古河公方と呼ばれ、鎌倉公方の政治・権力を担った鎌倉府も古河に移転した。主な御所は古河城。城内には「御奏者所」と呼ばれた公方近習の詰所があったことが分かっており（『松陰私語』）、古河府の政庁も古河城内にあったと考えられる。
文明14年11月（1483年1月）に成氏は幕府と和睦し、享徳の乱が終結したが、その後も引き続き古河を御所とする。永正年間（1504-1520年）には、第2代足利政氏が関東管領・上杉顕定との連携を強め、鎌倉府以来の「公方－管領体制」を再構築しようとする。この政氏と第3代足利高基との抗争は古河府を分裂させ、永正14年（1517年）に成立した小弓公方・足利義明との対立へと発展した。 
天文7年（1538年）、第4代足利晴氏は北条氏綱の力を借り、国府台合戦で小弓公方を討ち滅ぼしたものの、後北条氏が古河府内に浸透する契機となる。後北条氏と反対勢力の間で古河公方の争奪戦が激しかった天文から永禄年間にかけては、後北条氏側の意向によって古河公方が古河から連れ出されたため、古河府の組織も御所と共に葛西城や関宿城に移されていたと考えられている。後北条氏は関東支配の正当化のため、古河公方の権威を必要としたが、第5代足利義氏のときに関東支配が確定的になると、古河公方権力を解体してその支配体制に取り込み、天正10年（1582年）閏12月に義氏が死去（三島暦による・京暦では天正11年）すると、名実ともに古河公方は消滅した。

## 古河府の構造

### 組織の特徴
古河府の組織全体に関する研究は鎌倉府以上に進んでいないが、基礎的な史料検討から、組織の特徴について考察が進められている。鎌倉府と比較すると、職制としての奉行衆の活動が見られなくなり、公方と奉公衆の個人的な主従関係、および公方自身の権威の重要性が大きくなる。

#### 文書発給様式からの考察
古河府成立の時期には、関東の武士や寺社に対する文書発給に変化が見られた。ひとつは発給対象の拡大であり、従来は公方の直状を受け取ることが無かった階層も対象になったことである。もうひとつは「厚礼化」であり、従来から発給対象だった階層についても、文書の形式が鎌倉府期に多く見られる御判御教書から御内書へと移行し、同時に書止と署名の形式も変化している。これは「奉行人による組織的な文書発給体制から、公方と近習を中心とした体制へと移行」したことを示すとともに、関東武士を束ねる紐帯として、公方との個人的な関係が重要になったことを意味する。これら文書発給の変化は、公方・足利成氏が関東の情勢変化・鎌倉府崩壊という現実に直面したとき、柔軟に対応した結果であると評価されており、父の持氏と異なって、享徳の乱を最後まで戦い抜いた要因の一つとも考えられる。 

#### 奉行衆の状況からの考察
奉行衆の中に、公方・足利成氏の偏諱を受けた二階堂成行・町野成康という人物名が見られる。二階堂氏・町野氏ともに最も家格の高い奉行衆だったが、以前には公方の偏諱を受けた事例がない。鎌倉府では公方との関係は職制に基づいたが、古河府では個人的な主従関係として再構築された結果と考えられる。また、16世紀前半に成立した『里見家永正元亀中書札留抜書』から、鎌倉府奉行衆の子孫が奉公衆として引き続き古河公方に仕えていたこと、鎌倉府の礼的秩序は当時の実態と異なってきていたが、形式的には引き続き重視されていたことが分かる。
すなわち、「鎌倉府の構造によった体制から、公方との個人的な関係に基づく近習を中心とした体制へ移行」し、行政機能は縮小させながらも、「鎌倉府体制の身分秩序は鎌倉府解体後、形を変えながらも東国社会に残存した」と評価される。その代表例として、享徳の乱以後も「公方－管領体制に代表される東国の身分秩序が、古河公方と上杉氏・後北条氏等との関係を規定する」ことが挙げられる。あるいは、古河府では「鎌倉府体制の身分秩序」を維持するための組織基盤が、公方自身の権威に強く依存するようになったとも言える。なお、このような奉行衆の変化は、文安4年（1447年）、足利成氏が鎌倉府を再興した時には既に見られていた。永享の乱による鎌倉府組織の崩壊が契機になったと考えられており、古河府はその状況を受け継いだとされる。

### 奉公衆
古河公方の軍事力の基盤となる奉公衆について、複数の史料の分析から下記の氏名が検出されている（足利成氏期）。鎌倉府段階の居住地別に分類されている。
- 1) 在国・古河周辺：　簗田氏（下総下河辺荘水海）、野田氏（下総下河辺荘古河）、金田氏（武蔵騎西郡除堀村原）、渋江氏（武蔵太田荘内）、小田氏（武蔵騎西郡種足）
- 2) 在国・古河周辺以外：　印東氏（下総印東荘）、梶原氏（下野小薬郷）、佐野氏（下野佐野荘）、高氏（下野足利荘内）、江戸氏（武蔵江戸）、石川氏（陸奥石川荘）、渋垂氏（下野足利荘内）、皆吉氏（上総真野郡）、村上氏（上総）、相馬氏（下総守谷）、大坪氏（上総）
- 3) 在鎌倉：　一色氏、佐々木氏、二階堂氏、海老名氏、本間氏、殖野氏、畠山氏、町野氏、安西氏、清氏、設楽氏、豊前氏、大草氏、龍崎氏、土肥氏、明石氏
- 4) 詳細不明：　小笠原氏（信濃国？）、木戸氏（下野国？）、田代氏（常陸国？）、岩堀氏、園田氏（上野国？）、伊賀氏（陸奥国？）、閑馬氏（下野国？）、行田氏（武蔵国？）

これらのうち、成氏に従って古河に移ったものは、2) の一部（印東氏・石川氏・高氏・皆吉氏など）および 3) と 4) の大半であった。成氏の古河移座は、多くの鎌倉府構成員の移動を伴った。奉公衆は古河とその周辺地域の集団と、古河から離れた地域を本拠とする集団に再編される。
成氏の古河移座にともない、古河城を提供した野田氏は栗橋城（あるいは下野・野田城）、簗田氏は関宿城、金田氏（佐々木氏）は菖蒲城へ再配置され、一色氏の幸手城、佐々木氏（小田氏）の騎西城とともに、古河城を中心とした攻守網を形成する。成氏に従った他の在鎌倉奉公衆についても、このとき古河周辺への再配置が行われたと考えられる。

### 御料所
古河公方の経済力の基盤となる御料所について、複数史料の分析から下記の地域名が検出されている（足利成氏期）。
- 下総国：　下河辺荘、大方郡
- 武蔵国：　太田荘、騎西郡、足立郡
- 下野国：　足利荘、小山荘南部、小山荘小薬郷、中泉荘（西御荘）、寒川郡、佐野荘の一部もしくは全域、皆河荘の一部もしくは全域
- 上野国：　佐貫荘の一部もしくは全域

他にも、常陸国、上総国、安房国、相模国に御料所が散在していた。多くは鎌倉府直轄領を引き継いだものである。関東平野中心部に相当な広さの領域を占めている。
これら御料所郡の中心を旧利根川・渡良瀬川（太日川）が貫き、河川交通によって各拠点が結ばれていた。古河府では鎌倉府と異なり、簗田氏・野田氏が重臣として台頭するが、その背景として、河川交通の重要拠点である関宿・栗橋を支配し、舟運を把握していたことがある。古河公方の権力基盤は、農業生産だけではなく、「河川交通・津・渡・関・宿など都市・流通路支配」も大きな要素となっていた。
足利成氏期以後は、第2代政氏と第3代高基の抗争や、高基と小弓公方・足利義明の抗争などにより分裂し、古河から離れた相模国・安房国・武蔵国西南部・上野国などの不知行化が進む。第4代晴氏・第5代義氏期には、古河周辺の下総国下河辺荘・幸嶋荘、武蔵国・太田荘（除西部・南部）・騎西郡、下野国小山荘南部・寒川郡・中泉荘（西御荘）に集約された。このときの古河公方発給文書から、所領の宛行・安堵の単位が郡・荘・郷から、郷・村単位に細分化されていることが分かっている。御料所の集約と同時に支配の深化・集中が進み、「古河公方領国」とも呼ぶべき領域を形成したと評価されている。すなわち関東の地方政権「古河府」は、一地域の領主による「古河公方領国」に転化していく。